# Mat Devine
Pour les articles homonymes, voir Devine.
Mat Devine, de son vrai nom Matthieu Devine, est le chanteur, fondateur et guitariste du groupe de rock américain Kill Hannah. Il est né le 16 avril 1974.